# 處女海星介
處女海星介（学名：Pontocypris chunünae）为海星介科海星介屬下的一个种。

## 扩展阅读
- 維基物種上的相關：處女海星介